# Вычислительная машина

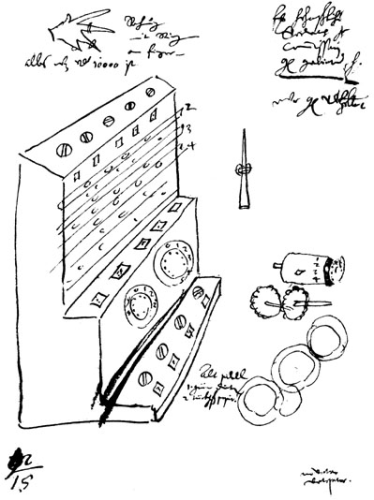
«Считающие часы» Вильгельма Шиккарда.

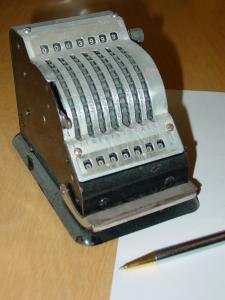
Счётная машина «Resulta BS 7».

Вычисли́тельная маши́на, счётная маши́на — механизм, электромеханическое или электронное устройство, предназначенное для автоматического выполнения математических операций. В последнее время это понятие чаще всего ассоциируется с различными видами компьютерных систем. Тем не менее вычислительные механизмы появились задолго до того, как заработал первый компьютер.
Электронная вычислительная машина (ЭВМ) — комплекс технических средств, где основные функциональные элементы (логические, запоминающие, индикационные и др.) выполнены на электронных элементах, предназначенных для автоматической обработки информации в процессе решения вычислительных и информационных задач. При этом ЭВМ, как правило, является цифровым устройством, то есть использует цифровой формат сигналов и данных.
Механические вычислительные устройства — устройства для автоматизации вычислений, которые состоят из механических компонентов, таких как рычаги и шестерни. Механические вычислительные устройства были полностью вытеснены электронными в 1980-х годах.
Аналоговая вычислительная машина (АВМ) ― вычислительная машина, в которой каждому мгновенному значению переменной величины, участвующей в исходных соотношениях, ставилось в соответствие мгновенное значение другой (машинной) величины, часто отличающейся от исходной физической величины природой и масштабным коэффициентом. Каждой элементарной математической операции над машинными величинами, как правило, соответствовал какой-либо физический закон, устанавливающий математические зависимости между физическими величинами на выходе и входе решающего элемента (например, закон Ома и правила Кирхгофа для электрических цепей, выражение для эффекта Холла, силы Лоренца и так далее).

## История
Ещё в 1623 году немец Вильгельм Шиккард (нем. Wilhelm Schickard) создал так называемые «Считающие часы», которые сегодня принято считать первым автоматическим калькулятором. В письмах к Иоганну Кеплеру Шиккард объяснял, как можно использовать его машину для расчёта астрономических таблиц. Машина Шиккарда умела складывать и вычитать шестизначные числа, оповещая звонком о переполнении. Более сложные вычисления выполнялись с помощью набора палочек Непера, установленного на корпусе механизма. Оригинал машины был потерян при пожаре ещё до начала двадцатого столетия. В 1960 году на основе сохранившихся чертежей была построена копия этого вычислителя, подтвердившая его существование и работоспособность.
В 1642 году машину, помогающую в сложении чисел, изобрёл французский учёный Блез Паскаль. «Паскалина», как назвал свою конструкцию изобретатель, представляла собой механическое устройство в виде ящичка, наполненного многочисленными шестерёнками. Складываемые числа вводились в машину за счёт соответствующего поворота наборных колёсиков. На каждом из этих колёсиков, соответствовавших одному десятичному разряду, были нанесены деления с цифрами от 0 до 9. При вводе числа колёсики прокручивались до соответствующей цифры. При завершении полного оборота избыток над цифрой 9 переносился на соседний разряд (на 1 позицию сдвигалось соседнее колесо) и так далее. «Машина Паскаля» позволяла выполнять не только сложение, но и другие операции, однако при этом требовала применения довольно неудобной процедуры повторных сложений.
В 1673 году другой известный учёный — Готфрид Вильгельм Лейбниц изготовил механический калькулятор, позволявший легко выполнять вычитание, умножение и деление.
1723 год — немецкий математик и астроном Христиан Людвиг Герстен на основе работ Лейбница создал арифметическую машину. Машина высчитывала частное и произведение (за счёт последовательно выполняемых операций сложения). Кроме того, в ней была предусмотрена возможность контроля за правильностью ввода данных.
В 1820 году француз Тома де Кольмар наладил промышленный выпуск арифмометров.
Разработанная в 1823 году разностная машина англичанина Чарльза Бэббиджа предназначалась для расчётов математических таблиц.
Изучение работ Бэббиджа и его советы помогли шведскому изобретателю Перу Георгу Шойцу (швед. Georg Scheutz), начиная с 1854 года, построить несколько разностных машин, а в 1859 году даже продать одну из них канцелярии английского правительства.
Ещё одна «Разностная машина», построенная вскоре Мартином Вибергом (швед. Martin Wiberg), также была в своей основе улучшенной версией машины Чарльза Бэббиджа и использовалась для расчёта и публикации печатных логарифмических таблиц.
К 1890 году американцем Германом Холлеритом была разработана электрическая табулирующая система, которая использовалась в переписях населения США в 1890 и 1900 годах.
В 1938 году немецкий инженер Конрад Цузе на квартире родителей построил свою первую машину, названную Z1. Это была пробная модель полностью механической программируемой цифровой вычислительной машины. В том же году Цузе приступил к созданию машины Z2. А в 1941 году Цузе создаёт первую вычислительную машину, обладающую всеми свойствами современного компьютера Z3.